# Per Sahlström (1834–1917)
Per Sahlström (i riksdagen kallad Sahlström i Utterbyn), född 5 oktober 1834 i Fryksände socken, Värmlands län, död där 16 september 1917, var en svensk lantbrukare och riksdagspolitiker. Far till konstnärerna Bror Sahlström, Ida Sahlström och Anna Sahlström.
Per Sahlström, som kom från en bondesläkt, drev ett större lantbruk i Utterbyn i Fryksände, där han också var kommunalnämndens ordförande. Han hade omfattande skogstillgångar och bedrev affärsverksamhet i bland annat dynamit, och var även en av de starkaste tillskyndarna av byggandet av Kil-Fryksdalens järnväg. På grund av sin rikedom och sitt rykte för hårdhet i affärer fick han tillnamnet Fryksdalskongen.
Han var riksdagsledamot i andra kammaren för Fryksdals domsagas övre tingslags valkrets 1870–1872, 1876–1878 och 1885–1887. I riksdagen tillhörde han Lantmannapartiets frihandelsvänliga flygel. Han engagerade sig i olika landsbygdsfrågor, till exempel myrdikning och älgjakt.
Per Sahlström är begravd på Fryksände kyrkogård.